# Йънгстаун
Йънгстаун (на английски: Youngstown) е град в Охайо, Съединени американски щати, административен център на окръг Махонинг. Възниква през 1797 и носи името на своя основател Джон Йънг. Разположен е на река Махонинг. Населението му е 64 604 души (по приблизителна оценка от 2017 г.).
В Йънгстаун е роден актьорът Ед О'Нийл (р. 1946).